# Nationale Referentiecollectie
De Nationale Referentiecollectie (NRc) is de verzamelnaam voor twee projecten met als doel kennis over archeologische vondsten beter te ontsluiten. De twee projecten zijn het RNA-project (Referentie Netwerken Architectuur) en het NTR-project (Nationale Thesauri Referentiestructuur).
Deze projecten beogen de ontsluiting van het landelijk archeologisch kennissysteem Archis te verbeteren.
Qua opzet, met name de wijze waarop kennis verzameld en ontsloten zal worden, vertonen de twee projecten gelijkenis met de Wikimedia projecten.